# 李相福
李相福（韓語：이상복，1968年3月17日—），是一名來自韓國的退役男子羽球運動員。
李相福在1989年全英羽球錦標賽上與朴柱奉搭檔贏得男子雙打比賽冠軍。
他在1992年夏季奧運會上與孫振煥一起參加男子雙打比賽。他們在四分之一決賽中輸給了印尼的洪忠中與郭宏源，比數分別是4-15、15-18。